# All Nippon Airways
All Nippon Airways (japonsky: 全日本空輸株式会社, Zen Nihon Kúju Kabušiki-gaiša) také známá jako Zennikkú (全日空) nebo ANA je japonská letecká společnost se sídlem v tokijské čtvrti Minato. ANA vznikla v roce 1952, od roku 1999 členem letecké aliance Star Alliance. Hlavní základny jsou tokijská letiště Narita a Haneda, mezi další základny patří letiště Kansai a Itami u Ósaky. Provozuje také nízkonákladovou leteckou regionální spolenčnost Air Do, Japan Air a Vanilla Air. Pod jménem ANA Cargo vystupuje nákladní společnost.
All Nippon Airways byly 29. března roku 2013 oznámeny jako pěti-hvězdičková aerolinie agenturou Skytrax.

## Flotila
| Letouny          | V provozu | Objednávky | Cestující | Cestující | Cestující | Cestující | Cestující |
| Letouny          | V provozu | Objednávky | F         | B         | P         | E         | Celkem    |
| ---------------- | --------- | ---------- | --------- | --------- | --------- | --------- | --------- |
| Airbus A320neo   | 11        | —          | —         | 8         | —         | 138       | 146       |
| Airbus A321-200  | 4         | —          | —         | 8         | —         | 186       | 194       |
| Airbus A321neo   | 22        | —          | —         | 8         | —         | 186       | 194       |
| Airbus A380-800  | 3         | —          | 8         | 56        | 73        | 383       | 520       |
| Boeing 737-800   | 39        | —          | —         | 8         | —         | 158       | 166       |
| Boeing 737 MAX 8 | —         | 20         |           |           |           |           |           |
| Boeing 767-300ER | 21        | —          | —         | 10        | —         | 260       | 270       |
| Boeing 767-300ER | 21        | —          | —         | 35        | —         | 167       | 202       |
| Boeing 777-200   | 10        | —          | —         | 28        | —         | 364       | 392       |
| Boeing 777-200ER | 12        | —          | —         | 21        | —         | 384       | 405       |
| Boeing 777-300   | 5         | —          | —         | 21        | —         | 493       | 514       |
| Boeing 777-300ER | 13        | —          | 8         | 52        | 24        | 166       | 250       |
| Boeing 787-8     | 34        | —          |           |           |           |           |           |
| Boeing 787-9     | 44        | —          |           |           |           |           |           |
| Boeing 787-10    | 8         | 2          |           |           |           |           |           |

## Galerie

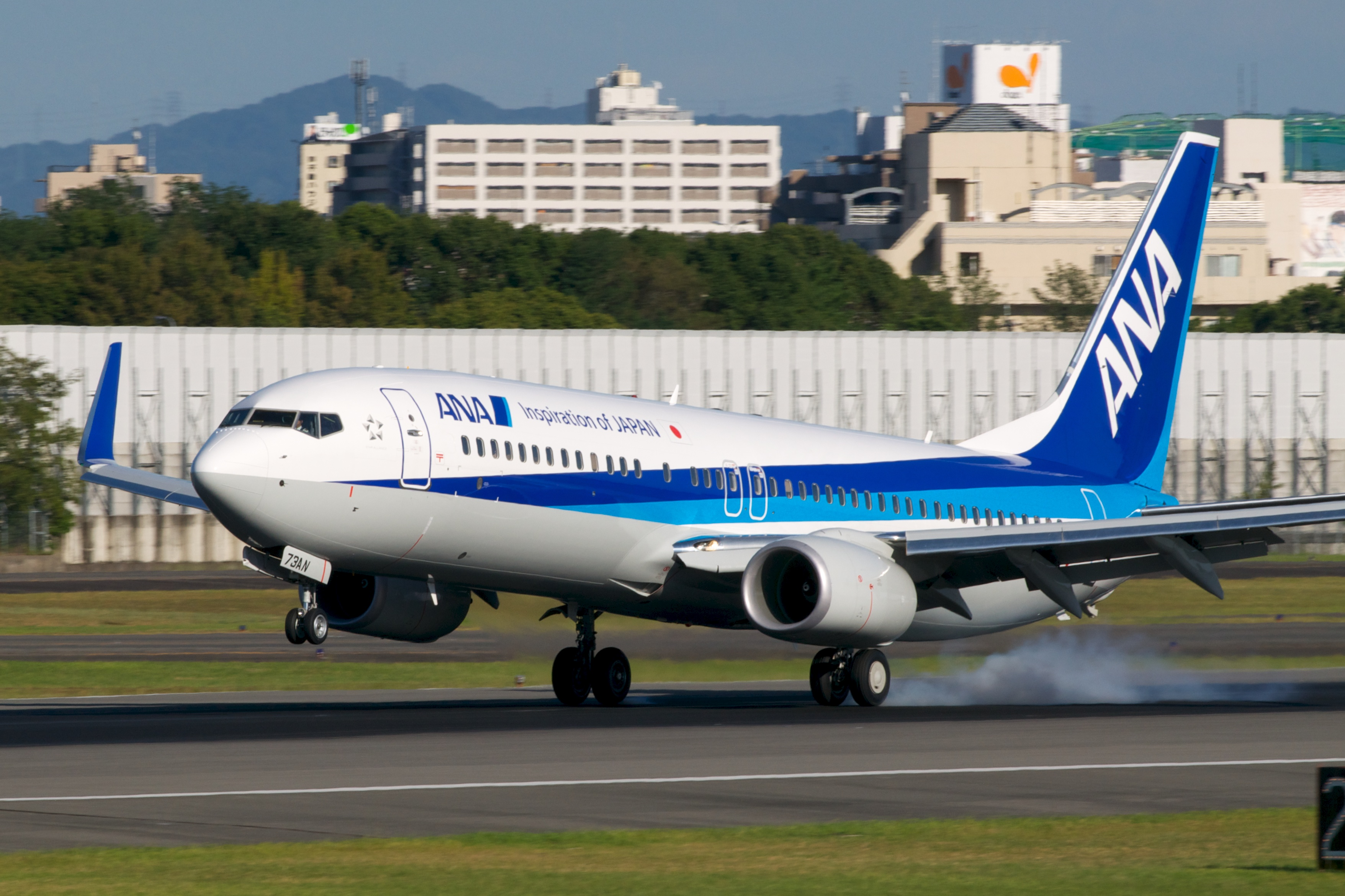
Boeing 737-800
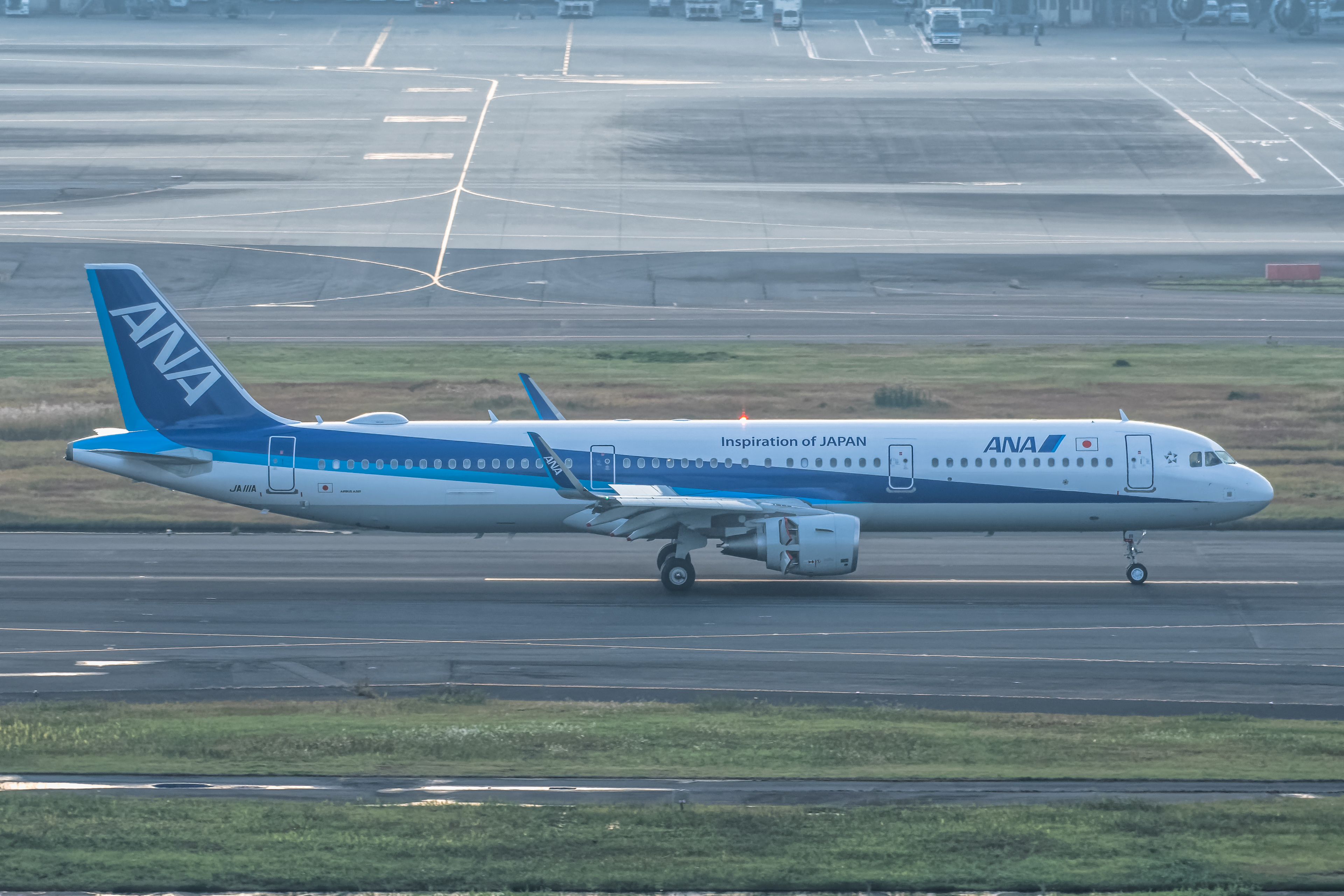
Airbus A321
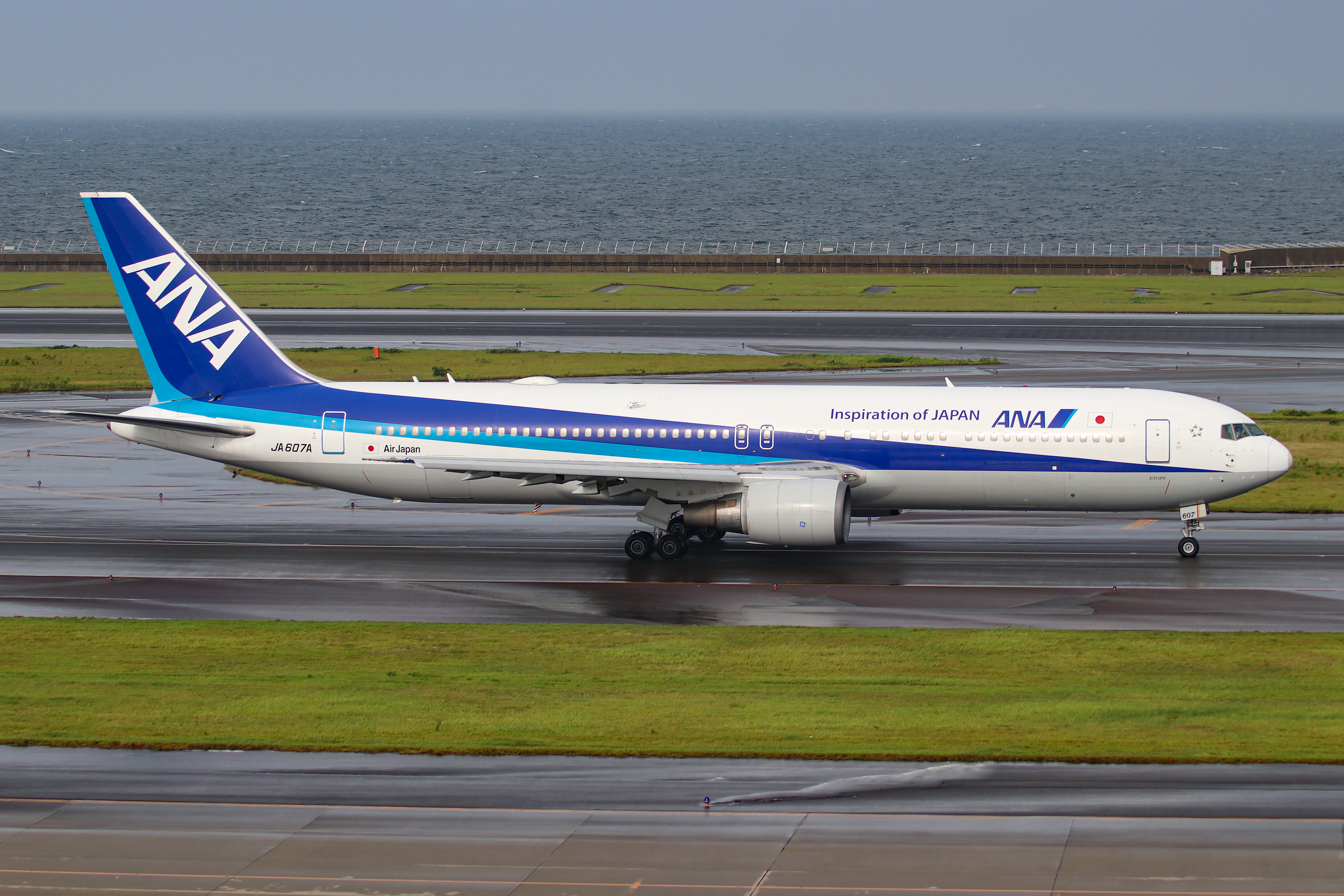
Boeing 767-300 ER
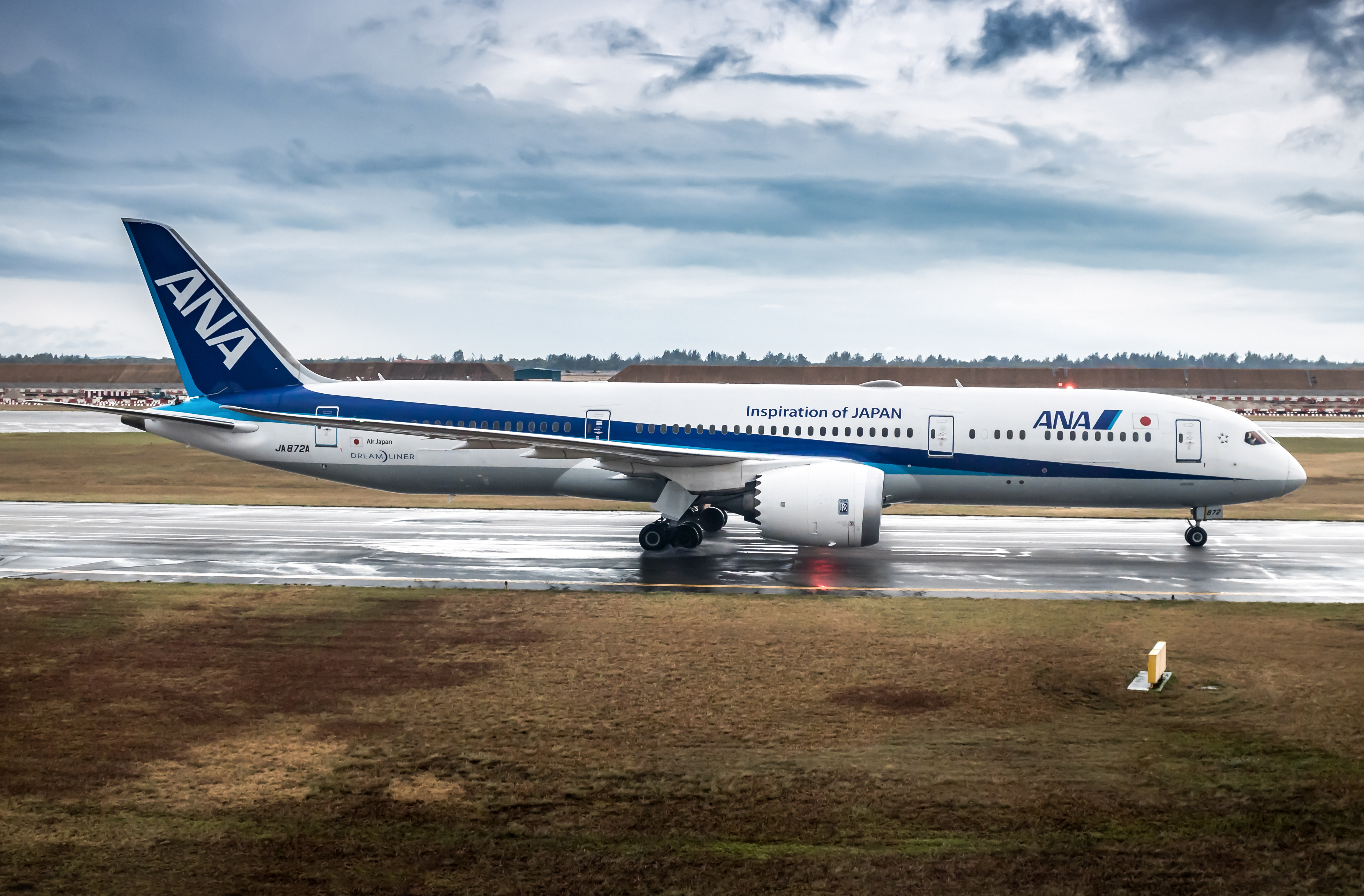
Boeing 787-9
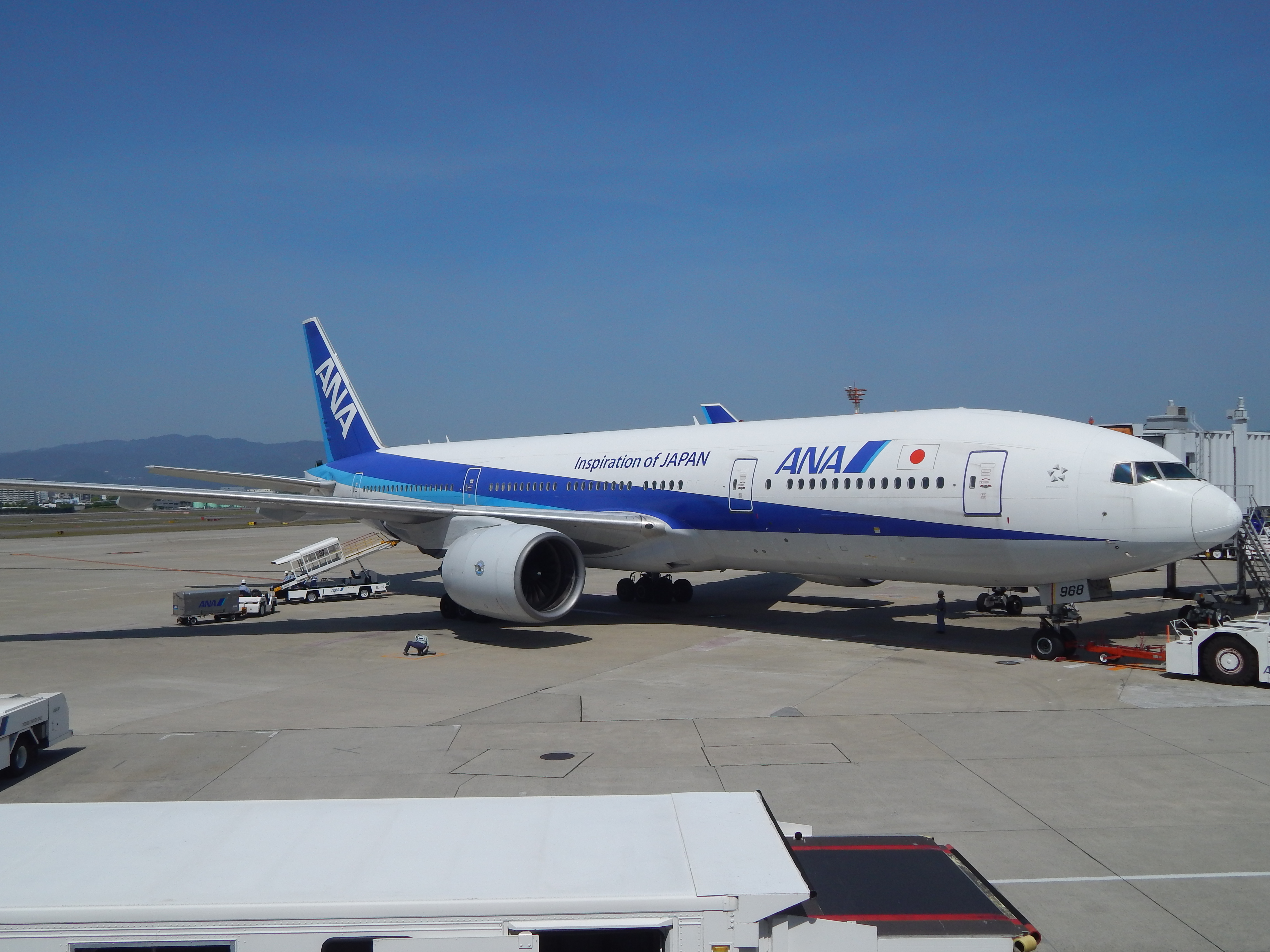
Boeing 777-200
Boeing 747 v polepu s Pokémonem
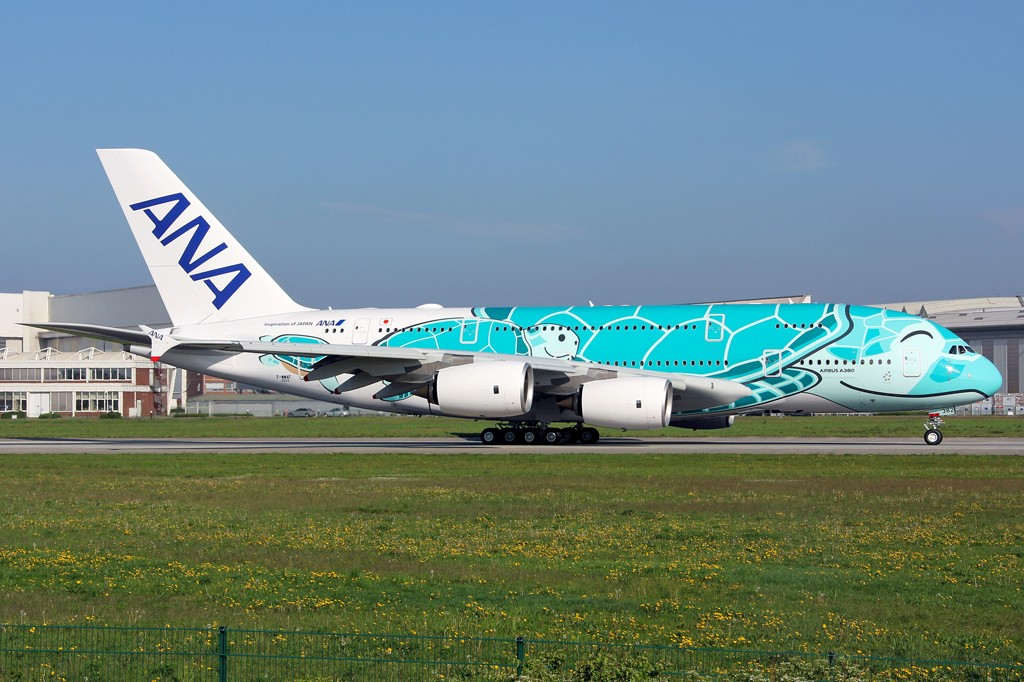
Airbus A380